# Struthanthus syringifolius
Struthanthus syringifolius là một loài thực vật có hoa trong họ Loranthaceae. Loài này được (Mart.) Mart. miêu tả khoa học đầu tiên năm 1830.